# Krasnolissia
Krasnolissia (en (ucraïnès): Краснолісся) és un poble de la República Autònoma de Crimea a Ucraïna, que el 2014 tenia 1.061 habitants. Pertany al districte de Simferòpol.